# Carl Jenkinson
Carl Daniel Jenkinson (Harlow, 8 febbraio 1992) è un calciatore finlandese naturalizzato inglese, difensore del Bromley.

## Carriera

### Club

#### Gli inizi ed il Charlton
Di padre inglese e madre finlandese, nasce e cresce in Inghilterra, e viene educato alla Davenant Foundation School. Sin dal 2000, all'età di 8 anni, entra nel giro delle giovanili della squadra londinese del Charlton Athletic, con cui debutta nel 2010 nel Football League Trophy, competizione simile alla italiana Coppa Italia Lega Pro, dato che riunisce in un unico torneo le squadre della Football League One e della Football League Two, terzo e quarto livello del calcio d'oltremanica. In tale competizione, Jenkinson esordisce nella semifinale contro il Brentford, disputatasi in dicembre al Griffin Park, e giocando tutti i 90' da terzino destro.

#### Arsenal e prestito al West Ham
L'8 giugno 2011 viene acquistato dall'Arsenal per circa due milioni di euro. Il 16 agosto seguente fa il suo esordio con la maglia dei Gunners, nel play-off di Champions League vinto per 1-0 contro l'Udinese all'Emirates Stadium. Quattro giorni più tardi debutta anche in Premier League, nella sfida casalinga persa per 0-2 contro il Liverpool.
Il 1º agosto 2014 passa in prestito al West Ham. Il 14 luglio 2015, dopo essere tornato all'Arsenal ed aver rinnovato il suo contratto, viene girato nuovamente in prestito agli Hammers.

### Nazionale
Inizialmente, Jenkinson ha giocato per le selezioni giovanili dell'Inghilterra, suo Paese d'origine, ma, più tardi, passò alla Finlandia, terra natia della madre. Ha ufficialmente debuttato nelle qualificazioni per l'europeo Under-19, disputatosi nel 2011 in Romania. Segna il suo primo gol nel vittorioso 6-2 sulla Moldavia.
Non avendo ancora disputato alcun incontro internazionale con una Nazionale maggiore, Jenkinson rimaneva ancora convocabile da Inghilterra e Finlandia, ma, avendo debuttato con i Three Lions il 14 novembre 2012 contro la Svezia, la sua nazionalità risulta inglese.